# Attachment Unit Interface

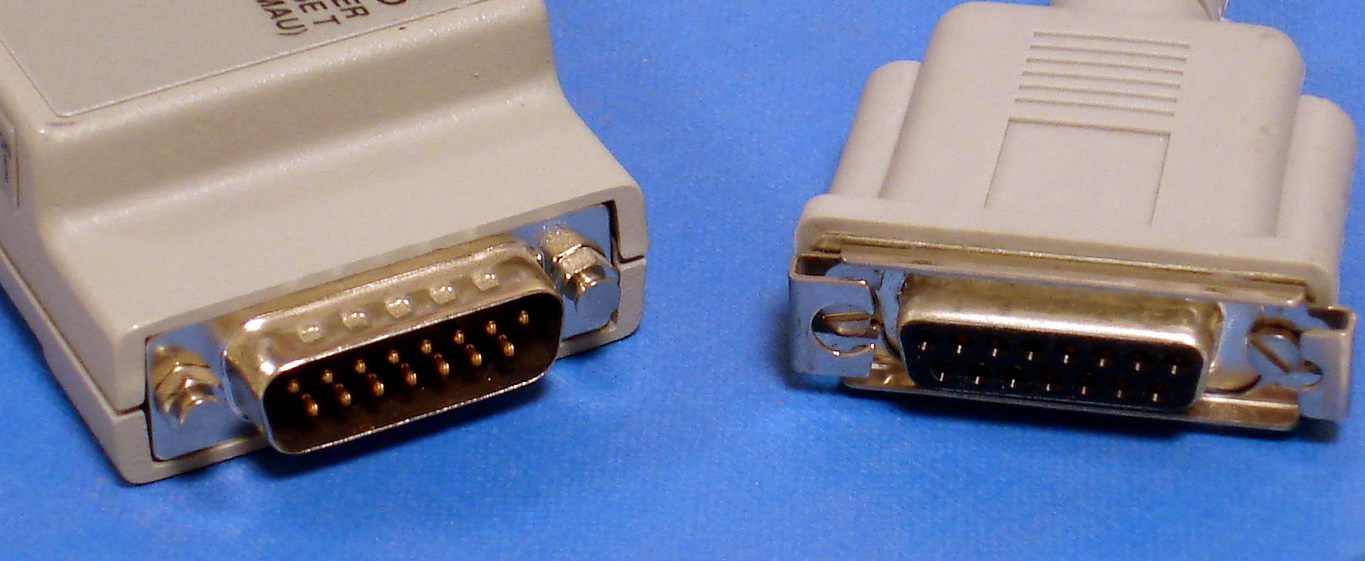
AUI

AUI (ang. Attachment Unit Interface) – wymienna końcówka urządzenia interfejsu mająca 15 pinów do podłączenia kabla w Ethernecie. Interfejs jest zgodny z medium wtyczki wymiennej urządzenia (Medium Attachment Unit). Port AUI zgodny jest ze standardem IEEE (IEEE 802.3) Ethernetu i MAC. Firma Apple Computer zmodyfikowała standard w swoich komputerach do AAUI w 1990 roku.